# Pantheon Fossae

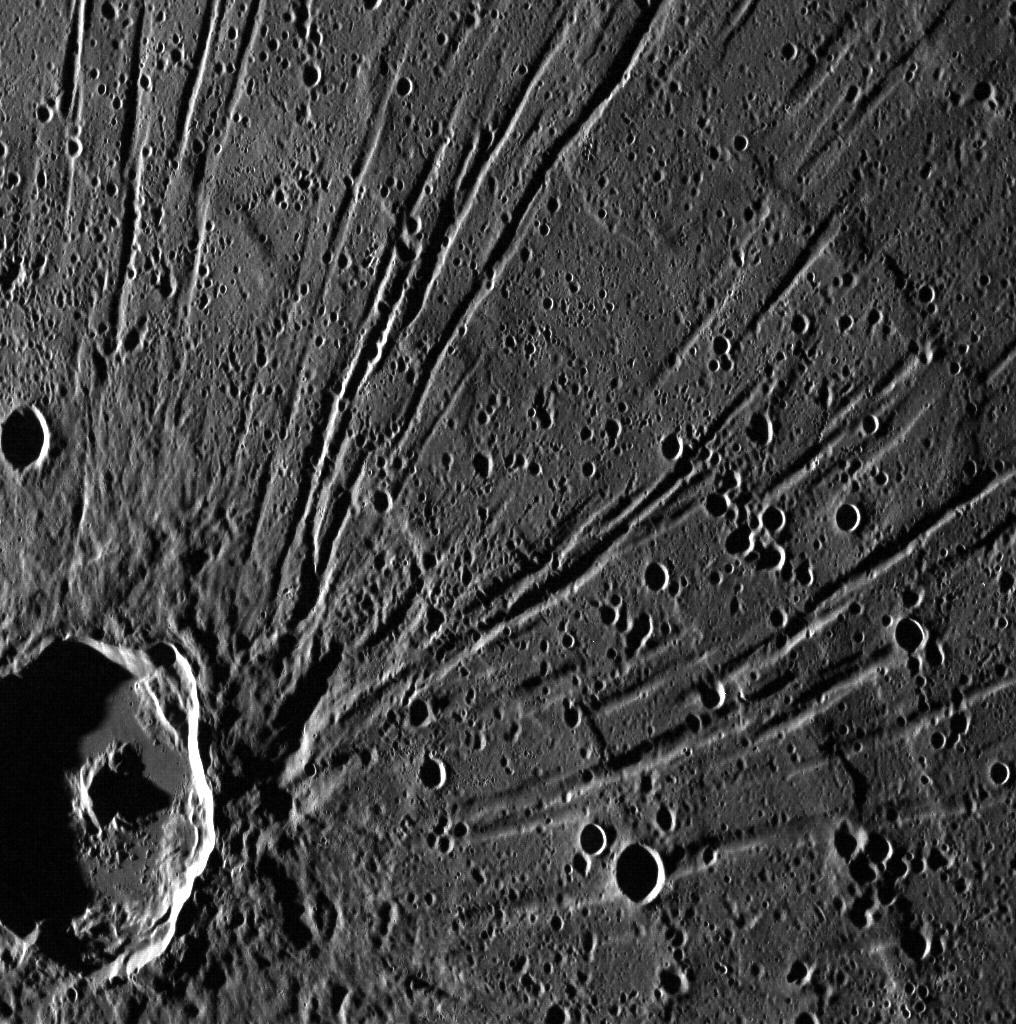
Parte nord-est della Pantheon Fossae

Con Pantheon Fossae si indica una regione al centro della Caloris Planitia su Mercurio contenente numerosi graben che sembrano faglie estensionali, che si sviluppa attorno ad un cratere di 40 km di diametro. Non è noto cosa abbia dato origine a tale formazione. La struttura è stata osservata per la prima volta nel 2008, grazie alle immagini raccolte dalla sonda statunitense MESSENGER e indicata come "il Ragno" (the Spider), prima di ricevere il nominativo ufficiale.
Le fossae di Mercurio portano i nomi di capolavori dell'architettura di varie località del mondo. Il nome riprende, quindi, quello del Pantheon di Roma, del quale ricorda la struttura della cupola, con la sua apertura circolare al centro ed i cinque ordini di cassettoni che vi convergono.
Il cratere al centro delle Pantheon Fossae è stato chiamato Apollodorus in onore dell'architetto greco Apollodoro di Damasco, cui è attribuito il progetto del Pantheon.
È oggetto di dibattito se il cratere Apollodorus abbia giocato un qualche ruolo nella formazione delle Pantheon Fossae, oppure se si sia formato successivamente e fortuitamente in prossimità del centro della struttura preesistente.